# Panzeria flavovillosa
Panzeria flavovillosa là một loài ruồi trong họ Tachinidae.